# Los Blops
Los Blops est une groupe chilien de rock, actif entre les années 1960 et 2000.

## Histoire

### Années 1960–1980
Le groupe est formé en 1964 à l'origine par Julio Villalobos (guitare, chant), Alejandro Greene (guitare) et Pedro Greene (batterie). Cette formation dure jusqu'en 1967, date à laquelle Alejandro se rend en Europe. Julio invite alors Felipe Orrego, qui à son tour amène ses cousins Juan Pablo Orrego (basse) et Andrés Orrego (chant). Cette formation dure jusqu'au début de l'année 1969. Durant l'été de cette année-là, après le départ d'Andrés et de Felipe, Eduardo Gatti (guitare, chant) rejoint le groupe. Il venait du groupe de pop The Apparitions et avait remplacé Juan Mateo O'Brien dans Los Vidrios Quebrados. Après un hiatus, Juan Contreras (flûte, claviers), partenaire de Juan Pablo Orrego à l'université, rejoint le groupe au milieu de l'année 1969. En mars 1970, avec le départ de Pedro Greene et l'incorporation de Sergio Bezard (batterie, percussions), qui étudiait les arts à l'université du Chili et avait été le batteur des Apparitions lors de leur dernière étape, la formation classique est définitivement formée.
Entre 1964 et 1969, ils jouent principalement des reprises de chansons des Beatles, des Rolling Stones, des Animals, des Doors et de Cream, avec de nombreux passages d'improvisation, ce qui les différenciait du reste des groupes qui composaient le petit circuit du rock chilien. Ils présentent également des chansons qu'ils ont composées dans le style des groupes qu'ils reprennent, comme There Was a Light, Thinkin' About the Good Times ou I'll Wait Long for the Sun to Fall. Au milieu de l'année 1969, ils commencent à composer des œuvres totalement originales avec guitare acoustique et en espagnol, comme Barroquita et La Mañana y El Jardín de Juan Pablo Orrego, Niebla d'Eduardo Gatti ou Vertigo de Julio Villalobos.
Dès 1970, leurs concerts se basent sur leurs propres chansons et de nombreuses improvisations, qu'ils continuent à développer jusqu'à la séparation du groupe en juillet 1973.

### Années 1990–2000
Le groupe se sépare définitivement en 2003. En 2006, Shadoks Music, un label discographique allemand dédié à la sauvegarde de la musique psychédélique, publie un coffret-compilation contenant les trois albums studio publiés par le groupe entre 1970 et 1974, ainsi qu'un autre coffret de compilation contenant les albums sur CD.
En 2011, le label anglais Acme réédite Blops (1974) en format LP. En 2017, le label espagnol Guerssen réédite Blops (1970) et Blops (1971) en format LP. La réédition de la discographie des Blops dans le nouveau millénaire ouvre la voie à une nouvelle génération de fans au Chili, ce qui contraste avec la méconnaissance antérieure de l'œuvre du groupe, qui, bien que déjà vénérée dans les circuits des collectionneurs et des spécialistes du rock dans le monde entier, est restée oubliée dans son pays d'origine.
Eduardo Gatti poursuit sa carrière musicale, publiant plusieurs albums et se faisant connaître pour sa nouvelle version de la chanson Los momentos et la chanson Navegante, morceau principal du film El último grumete. Juan Pablo Orrego s'installe au Canada et devient écologiste, ce qui lui vaut le prix Nobel alternatif en 1998, et vit désormais au Chili. Sergio Bezard est basé à Miami, joue de la batterie et des claviers de manière professionnelle, tout en étant professeur de musique, d'arts et de sciences humaines à l'université et directeur d'un groupe de latin jazz au Miami Dade College. Juan Contreras est thérapeute du son et joue de la flûte avec un groupe aux États-Unis, tandis que Julio Villalobos est membre du collectif d'improvisation libre Psychotic Aliens.

## Discographie

### Albums studio
- 1970 : Blops
- 1971 : Blops (ou Del volar de las palomas)
- 1974 : Blops (ou Locomotora)
- 1979 : Blops (ou Iquique)

### Compilations
- 2006 : Blops (coffret qui comprend les trois premiers albums) (Shadoks)

### Singles
- 1970 : Machulenco / El valle de los espejos
- 1970 : Los momentos / La mañana y el jardín
- 1971 : Qué lindas son las mañanas / La rodandera
- 1978 : Los momentos / La Francisca

### Collaborations
- 1971 : El derecho de vivir en paz (de Víctor Jara)
- 1971 : Patricio Manns (de Patricio Manns)
- 1971 : Canciones de patria nueva (de Ángel Parra)